# Cratere Mustafa
Mustafa è un cratere sulla superficie di Encelado.